# 符离集烧鸡
符离集烧鸡是安徽美食，产地为安徽省宿州市北14公里的符离镇，与道口烧鸡、德州扒鸡、沟帮子熏鸡并成为中华四大名鸡（又名四大铁路鸡）。自2005年8月25日起，各地质检部门开始对符离集烧鸡实施地理标志产品保护措施。
符离集烧鸡的制作工艺十分精细，约有15个制作流程。

## 历史
清乾隆二十二年（公元1757年），乾隆皇帝第二次南巡，宿州知州张开仕进贡符离集卤鸡，乾隆帝品尝后称赞不已。
1951年，政府组织烧鸡生产互助组，同时将各种品牌烧鸡统一定名为“符离集烧鸡”。
1983年，符离集烧鸡罐头厂试产成功。
1998年，随着烧鸡真空包装保鲜技术试验成功，符离集烧鸡的外运与保质问题得以解决，使大范围推广成为可能。

## 发展瓶颈
2006年4月1日，符离集火车站不再经营客运业务。符离集火车站停止客运对本地企业造成诸多不便。
生产分散、规模小，是目前符离集烧鸡发展的制约因素之一。目前符离镇约有大大小小300多家生产烧鸡的企业，拥有烧鸡食品有限公司达28家，但除了“刘老二”、“中华”、“任伍”“徽香源”、“王继奎”等有限几家外，生产规模普遍较小，缺乏真正意义上的龙头企业。管理落后，融资困难，销售渠道不畅，也阻碍了符离集烧鸡企业进一步做大做强。
符离集烧鸡的生产还有季节性限制，每年的中秋、春节才是生产、销售旺季。